# Étrelles-et-la-Montbleuse
Étrelles-et-la-Montbleuse – miejscowość i gmina we Francji, w regionie Burgundia-Franche-Comté, w departamencie Górna Saona.
Według danych na rok 1990 gminę zamieszkiwało 69 osób, a gęstość zaludnienia wynosiła 11 osób/km² (wśród 1786 gmin Franche-Comté Étrelles-et-la-Montbleuse plasuje się na 674. miejscu pod względem liczby ludności, natomiast pod względem powierzchni na miejscu 703.).